# Čínský nábytek

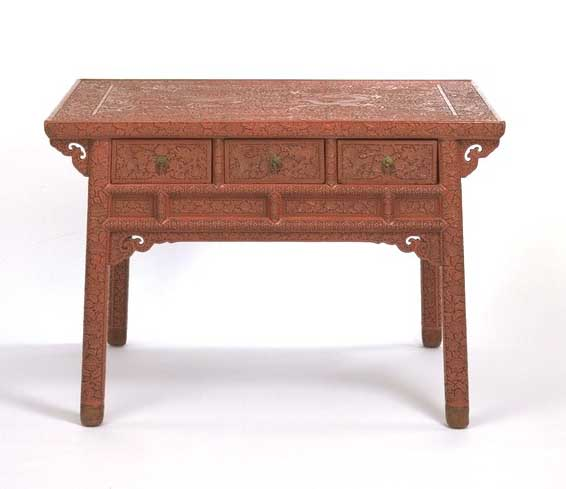
Čínský stolek zdobený řezbou a lakem

Čínský nábytek se po několik tisíciletí vyvíjel nezávisle na jiných civilizacích a vychází převážně z jednoduchých a současně efektivních konstrukčních metod, které byly mnohdy odvozeny z architektonických konstrukcí dřevěných staveb (rámová konstrukce, jednoduché překlady, čepování), které na území Číny jednoznačně převažovaly.
Pro čínský nábytek je typické úzké propojení s proudy čínského myšlení, které ovlivňovaly typologii, dekor i skladbu interiérů. Nejvíce se pochopitelně projevovaly nejvýznamnější čínské filozofické směry – konfucianismus, taoismus a buddhismus, dalším ovlivňujícím elementem, který lze pokládat za jediné čínské náboženství v pravém slova smyslu, byl kult předků a velký vliv na kulturu bydlení měla nepochybně i čínská geomantie feng shui.
Pro laiky je mnohdy tradiční čínský nábytek synonymem k nábytku pocházejícího z dynastií Ming a Qing, které lze považovat za vrcholná období čínského nábytkového umění.

## Historie

### Neolit a doba bronzová
Společnost na území Číny byla v neolitu rozdělena do mnoha kultur, mezi kterými panovaly značné odlišnosti v závislosti na geografické poloze centra dané kultury. Tehdejší Číňané žili především usedlým zemědělským způsobem života, jejich domy byly nejčastěji dřevěné nebo z kombinace dřeva a hlíny, kromě nejobvyklejšího posazení přímo na udusané zemi mohly být také částečně zapuštěny do země, nebo vyvýšeny na dřevěných kůlech. Nábytek byl velmi prostý, za nejstarší kus čínského nábytku lze považovat více či méně promyšleně navršenou hlínu a kamení. Kang, vyvýšený prostor vystavěný z nepálených cihel určený ke spaní, se v lidských obydlích užíval už před sedmi tisíci lety. Nejstarší dochovaný kus dřevěného nábytku – stolek zdobený malbou – pochází z pozdního období kultury Longshan.
V období dynastie Shang se některé kusy nábytku, převážně rituálního, vyráběly z bronzu. Jedním z takových dodnes dochovaných nábytkových prvků je bronzový rituální stolek 禁 jin z konce 11. století př. n. l., který byl součástí setu bronzových nádob a pomůcek určených ke skladování a konzumaci obřadního vína.
V tzv. Období válčících států, které bylo ukončeno sjednocením Číny dynastií Qin v r. 221 př. n. l., byla zdokonalena technika zpracování železa, což přispělo ke zkvalitnění procesu výroby nábytku. Traduje se, že zakladatelem truhlářského umění v Číně byl řemeslník Lu Ban, který údajně vynalezl pilu poté, co se řízl do prstu o zubatý list trávy. V tomto období byly také poprvé použity nábytkové spoje čepového charakteru, které jsou pro tradiční čínský nábytek typické.

### Počátky císařské Číny
Posledním obdobím, kdy bylo zvykem napříč všemi společenskými vrstvami sedět na zemi, bylo období vlády dynastie Han. Tato skutečnost se pochopitelně projevila i na výšce nábytku, který většinou nepřesahoval 40–50 cm. Stolky byly většinou kulaté nebo obdélníkové s krátkými nožkami a připomínaly dnešní servírovací tácy nejen tvarově, ale i funkcí, neboť bylo zvykem s nimi často manipulovat.
Přibližně ve 2. století n. l. se po Hedvábné stezce dostala do Číny z Byzantské říše skládací stolička, která byla Číňany pojmenována 胡床 hu chuang – „postel barbarů“. Tento první kus nábytku umožňujícího „vysoké“ sezení našel své uplatnění nejprve v armádě. Další typy sedacího nábytku se do Číny dostávaly také s příchodem buddhismu z Indie, šlo zejména o meditativní stoličky a židle, jejichž šířka umožňovala sezení v pozici se zkříženýma nohama.

### Dynastie Tang, Song a Yuan
Dynastii Tang lze označit za přechodné období mezi nízkým a vyšším „západním“ sezením. Tento způsob sezení byl zpočátku oblíben především dámami u císařského dvora a odtud se dále šířil ve vyšších společenských vrstvách. Rozšíření sezení na klasických židlích napříč všemi vrstvami obyvatelstva bylo završeno za dynastie Song.

Nejvýznamnějším novým konstrukčním prvkem z krátké vlády mongolské dynastie Yuan byly zásuvky, které byly součástí ještě relativně nových „vysokých“ stolů. Nábytek této doby se od stylu dynastie Song odlišoval svojí mohutností a bohatším dekorem, který měl navozovat dojem luxusu.

### Dynastie Ming a Qing

Nábytkový set z dynastie Ming

Dynastie Ming a Qing lze považovat za zlatý věk čínského nábytku. Čínští řemeslníci navazovali na tradiční styl z dynastií Song a Yuan, důraz byl stále kladen na vysokou kvalitu materiálu – během dynastie Ming a i v počátcích dynastie Qing byl luxusní materiál na prvním místě, dekor i tvarosloví se podřizovaly výjimečné textuře dřeva, která byla dále zvýrazňována vhodnou povrchovou úpravou.

Ke konci vlády dynastie Qing se zásoby luxusních dřevin ztenčily a jejich další import byl zkomplikován častými vojenskými konflikty na jihu země, proto se pro výrobu nábytku začaly používat dostupnější druhy materiálu, které kvůli kresbě s menší estetickou hodnotou řemeslníci přetírali pryskyřičnými vysoce lesklými nátěry, které byly barveny oxidy železa nebo rumělkou.

## Materiály
Základním materiálem pro výrobu tradičního čínského nábytku je dřevo převážně listnatých tropických dřevin. Nejvíce ceněny byly těžké pomalu rostoucí druhy příbuzné palisandru nebo santalovému dřevu.

Jedny z nejvíce používanějších druhů dřevin byly zejména tyto:
- Huanghuali (r. Dalbergia)
- Zitan (r. Pterocarpus)
- Jichimu (r. Ormosia)
- Jumu (r. Zelkova)
- Tielimu (r. Mesua)
- Nanmu (r. Phoebe)
- Bambus (r. Bambusa)

Z nedřevěných materiálů se ve výrobě nábytku dále uplatňovaly drahé kameny (mramor, serpentinit) nebo perleť, které měly funkci ozdobnou a nábytek se těmito materiály inkrustoval.
Nábytkové kování se vyrábělo především z baitongu (též nazývaného paktong nebo pakfong), slitiny mědi, zinku a niklu, který svým vzhledem napodoboval stříbro.

## Konstrukce

### Rámová konstrukce
Rámová konstrukce byla převzata z tradiční architektury a uplatňovala se při výrobě stolových desek nebo dveří skříňového nábytku. Čtyři díly rámu byly v rozích spojeny na pokos neprůběžným čepem a dlabem, přičemž v případě obdélníkového rámu obvykle oba delší díly nesly čep a druhé dva kratší díly byly opatřeny dlabem. Dřevěná deska byla v rámu upevněna pomocí drážek na vnitřních stranách dílů rámu, přičemž hrany této desky byly upraveny na rozměrově odpovídající pero. Výhoda rámové konstrukce spočívá v tom, že vnitřní desku ani spoje v rámu není nutné lepit a zároveň je vnitřní deska v rámu uložena dostatečně volně na to, aby mohla přirozeně mírně sesýchat i bobtnat bez jakéhokoliv narušení materiálu.

### Drak a fénix
Drak a fénix (čínsky 龙凤榫 longfengsun) je tradiční název pro spoj na pero a drážku, jehož pomocí se sesazovaly větší desky, zejména stolní. Na spodní straně takto sesazených desek pak byly nejčastěji v rybinové drážce vloženy svlaky ve vzdálenosti cca 40 cm od sebe, které takto sesazenou desku vyztužovaly a zároveň umožňovaly prknům se přirozeně pohybovat v závislosti na aktuální vlhkosti, aniž by nějakým způsobem došlo k potrhání jednotlivých prken nebo jejich celkovému zkroucení.

### Čepové spoje
Čep a dlab a jeho variace jsou nejpoužívanějším konstrukčním spojem tradičního čínského nábytku. Tento nábytkový konstrukční spoj je v rámci archeologických nálezů evidován už z období konce neolitu, Čína je tedy jednou z prvních oblastí, kde se tento typ spoje začal používat. Prakticky veškeré dřevěné konstrukční prvky byly upevňovány touto metodou bez jakýchkoliv dalších mechanických zpevnění nebo lepidel, což umožňovalo přirozené sesýchání a bobtnání dřeva v závislosti na vlhkosti prostředí.

### Konstrukční spoje noh stolového a sedacího nábytku

#### Rohové nohy
Pro tento typ konstrukce je typický plynulý přechod noh stolu a lubu, konstrukce je obvykle méně komplikovaná než u noh zapuštěných, většinou jde o prosté spojení nohy s vrchní částí stolu pomocí neprůběžného čepu a rozporu na pokos. Tento spoj mohl být dále zpevněn pomocí dvou zajišťovacích kolíků.

#### Zapuštěné nohy
U zapuštěných noh je na rozdíl od noh rohových jednoznačně patrný přechod mezi nohou a deskou stolu. Pro tento typ konstrukce se používaly sofistikovanější, často ozdobně tvarované, variace na čepovou konstrukci.